# Аксарај
Аксарај (тур. Aksaray) је град у Турској у вилајету Аксарај. Према процени из 2009. у граду је живело 169.076 становника.

## Становништво
Према процени, у граду је 2009. живело 169.076 становника.
| 1990.  | 2000.   |
| ------ | ------- |
| 90.698 | 129.949 |